# Ruta del incienso - Ciudades del desierto de Néguev
La ruta del incienso – Ciudades del desierto de Néguev es un itinerario declarado Patrimonio de la Humanidad en el Néguev, en el sur de Israel. El lugar del patrimonio fue proclamado de valor universal por la Unesco en 2005.
Cuatro ciudades ubicadas en el desierto de Néguev están unidas directamente con el término mediterráneo tanto de la Ruta de la Seda como la del incienso. Estas ciudades incluyen Avdat, Haluza, Mamshit y Shivta. Fueron construidos por los nabateos, una antigua tribu arábiga, con capital en Petra (lugar patrimonio de la Humanidad desde 1985) en lo que hoy es el reino hachemita de Jordania, así como múltiples fortalezas antiguas y paisajes agrícolas del desierto. Como un grupo, estas ciudades del desierto demuestran el comercio significativamente lucrativo de olíbano y mirra que tuvo lugar desde el sur de Arabia hasta el Mediterráneo. En su mayor auge, desde el siglo II a. C. hasta el siglo II, las rutas incluían sofisticados paisajes urbanos, sistemas de irrigación, fortalezas y caravasares. Los vestigios de estas obras son aún visibles hoy en día y demuestran el uso del desierto por el comercio y la agricultura. 
| Código   | Nombre                                                  | Ubicación                              | Coordenadas                                |
| -------- | ------------------------------------------------------- | -------------------------------------- | ------------------------------------------ |
| 1107-001 | Ruta del incienso y de las especias (entre Avdat y Moa) | Arava-Tichona a través de Ramat Néguev | 30°32′28″N 35°09′39″E / 30.54111, 35.16083 |
| 1107-002 | Haluza                                                  | Ramat Néguev                           | 31°05′51″N 34°39′28″E / 31.09750, 34.65778 |
| 1107-003 | Mamshit                                                 | Dimona                                 | 31°01′34″N 35°03′04″E / 31.02611, 35.05111 |
| 1107-004 | Shivta                                                  | Ramat Néguev                           | 30°52′53″N 34°37′54″E / 30.88139, 34.63167 |